# Canton de Mâcon-Sud
Le canton de Mâcon-Sud est un ancien canton français situé dans le département de Saône-et-Loire et la région Bourgogne-Franche-Comté.

## Histoire
- Le canton est créé en 1801 comme celui de Mâcon-Nord[1]. En 1973, le territoire est modifié à la suite de la création du canton de Mâcon-Centre.

- De 1833 à 1848, les cantons de Mâcon-Sud et de La Chapelle-de-Guinchay avaient le même conseiller général. Le nombre de conseillers généraux était limité à 30 par département[2].

## Représentation

### Conseillers généraux de l'ancien canton deMâcon-Sud (de 1833 à 1973)
| Période | Période          | Identité                  | Étiquette     | Qualité |
| ------- | ---------------- | ------------------------- | ------------- | --- |
| 1833    | 1848             | Pierre François Foillard  |               | Médecin, maire de Romanèche (1828-1852)                                                                                        |
| 1848    | 1852             | Alphonse de Lamartine     | Centre gauche | Écrivain, propriétaire à Mâcon Représentant du peuple du Nord (1833-1837) Représentant du peuple de Saône-et-Loire (1837-1848) |
| 1852    | 1864             | Ange Henry de Vitallis    |               | Propriétaire, ancien Directeur des contributions directes à Mâcon                                                              |
| 1864    | 1868 (décès)     | Abraham Piot (1803-1868)  |               | Maire de Mâcon (1862-1868) |
| 1868    | 1877             | Jacques-Guillaume Ballard | Droite        | Médecin Maire de Charnay-lès-Mâcon (1871-1874 et 1876-1880)                                                                    |
| 1877    | 1884 (démission) | François Martin           | Républicain   | Maire de Mâcon (1876-1883) |
| 1884    | 1889             | Philippe Lasnier          |               | Propriétaire à Mâcon |
| 1889    | 1895             | Ernest Thévenin           | Républicain   | Maire de Mâcon en 1884 |
| 1895    | 1907             | Jean-François Protat      | Rad.          | Ancien fonctionnaire de préfecture Propriétaire-viticulteur Maire de Montbellet                                                |
| 1907    | 1913             | Joseph Laneyrie           | Rad.          | Maire de Mâcon (1902-1908) |
| 1913    | 1919             | Théophile Vaugy           | Rad.          | Docteur-médecin - Maire de Mâcon (1908-1918)                                                                                   |
| 1919    | 1933 (décès)     | Georges du Teil de Havelt | RG            | Ancien colonel Propriétaire, conseiller municipal de Charnay-lès-Mâcon                                                         |
| 1933    | 1937             | Claude Blanchard          | Rad.          | Directeur honoraire d'école publique Maire de Mâcon (1925-1937)                                                                |
| 1937    | 1940             | Henri Boulay              | SFIO          | Viticulteur-pépiniériste Maire de Saint-Gengoux-de-Scissé Député (1931-1942) Décédé en 1942                                    |
|         |                  |                           |               | |
| 1942    | 1945             | Jean Mommessin            |               | Maire de Charnay-lès-Mâcon (1941-1944) Nommé conseiller départemental en 1942                                                  |
|         |                  |                           |               | |
| 1945    | 1949             | Henri Desvaux             | PCF           | Instituteur Conseiller municipal de Mâcon                                                                                      |
| 1949    | 1955             | Paul Picard               | RPF           | Médecin-oculiste à Mâcon |
| 1955    | 1973             | Pierre Mariotte           | CNIP          | Médecin Député (1958-1962) |

### Conseillers généraux du canton deMâcon-Sud(de 1973 à 2015)
| Période | Période | Identité          | Étiquette    | Qualité                                                 |
| ------- | ------- | ----------------- | ------------ | ------------------------------------------------------- |
| 1973    | 1979    | Jean Roux         | UDF          | Maire de Davayé                                         |
| 1979    | 1985    | Jean-Pierre Worms | PS           | Sociologue Adjoint au Maire de Mâcon Député (1981-1993) |
| 1985    | 2004    | Roger Couturier,  | RPR puis UMP | Chef d'entreprise à Mâcon Député (1986-1988)            |
| 2004    | 2015    | Pierre Martinerie | PS           | Conseiller pédagogique Conseiller municipal de Mâcon    |

### Conseillers d'arrondissement du canton de Mâcon-Sud (de 1833 à 1940)
| Période                                  | Période      | Identité                                  | Étiquette           | Qualité |
| ---------------------------------------- | ------------ | ----------------------------------------- | ------------------- | --- |
| 1833                                     | 1839         | Pierre Dupasquier ainé (1793-1867)        |                     | Négociant en vins à Mâcon                                                                                   |
| 1839                                     | 1842 (décès) | Nicolas Defranc (1784-1842)               |                     | Maire de Mâcon (de 1831 à 1841)                                                                             |
| 1842                                     | 1848         | Jean-Chrysogone Guigue de Champvans       | Légitimiste         | Propriétaire à Mâcon, directeur du "Bien Public", député de 1848 à 1849                                     |
| 1848                                     | 1852         | François Martin                           |                     | Avoué à Mâcon                                                                                               |
| 1852                                     | 1855         | Etienne Bonnin (1815-1877)                |                     | Ingénieur civil, négociant, adjoint au maire de Mâcon                                                       |
| 1855                                     | 1871         | Antoine Félix Gabriel Villars (1807-1890) |                     | Ingénieur civil, Mâcon                                                                                      |
| 1871                                     | 1877         | François Martin (1819-1903)               |                     | Avoué, maire de Mâcon (1876-1883)                                                                           |
| 1877                                     | 1880 (décès) | Jean Batillat (1815-1880)                 | Républicain         | Pharmacien, conseiller municipal de Mâcon                                                                   |
| 1880                                     | 1884         | Philippe Lasnier                          |                     | Adjoint au maire de Mâcon                                                                                   |
| Août 1884                                | 1889         | Michel Delorme                            | Républicain radical | Maire de Vergisson                                                                                          |
| 1889                                     | 1910         | Jean Charnay                              | Républicain Radical | Maire de Fuissé                                                                                             |
| 1910                                     | 1919         | François Lanier                           | Républicain         | Receveur municipal de Mâcon, maire de Varennes                                                              |
| 1919                                     | 1934         | M. Forest                                 | Radical             | Propriétaire, maire de Leynes                                                                               |
| 1934                                     | 1940         | M. Dupuis                                 | Radical             | Conseiller municipal de Mâcon                                                                               |
| 1940                                     |              |                                           |                     | Les conseils d'arrondissement ont été suspendus par la loi du 12 octobre 1940 et n'ont jamais été réactivés |
| Les données manquantes sont à compléter. |              |                                           |                     | |

## Composition
Le canton de Mâcon-Sud regroupait 9 communes et comptait 15 437 habitants (recensement de 1999 sans doubles comptes).
| Communes           | Population (2012) | Code postal | Code Insee |
| ------------------ | ----------------- | ----------- | ---------- |
| Bussières          | 535               | 71960       | 71069      |
| Davayé             | 617               | 71960       | 71169      |
| Fuissé             | 317               | 71960       | 71210      |
| Mâcon              | 34 469 (1)        | 71000       | 71270      |
| Prissé             | 1 620             | 71960       | 71360      |
| Solutré-Pouilly    | 424               | 71960       | 71526      |
| Varennes-lès-Mâcon | 480               | 71000       | 71556      |
| Vergisson          | 247               | 71960       | 71567      |
| Vinzelles          | 712               | 71680       | 71583      |

(1) fraction de commune.

## Démographie
En 2012, le canton comptait 15 812 habitants.
| 1962 | 1968 | 1975 | 1982 | 1990   | 1999   | 2006   | 2011   | 2012   |
| ---- | ---- | ---- | ---- | ------ | ------ | ------ | ------ | ------ |
| -    | -    | -    | -    | 16 119 | 15 437 | 15 487 | 16 214 | 15 812 |